# Eduard Douwes Dekker
Eduard Douwes Dekker (Amsterdam, 2. ožujka 1820. – Nieder-Ingelheim, Njemačka, 19. veljače 1887.) bio je nizozemski pisac i slobodni zidar, poznat pod pseudonimom Multatuli (lat. multa tuli, mnogo sam patio) pod kojim piše i svoj najbolji roman - Max Havelaar (1860.), satiru u kojoj je obznanio velika kolonijalna iskorištavanja u Nizozemskoj istočnoj Indiji (današnjoj Indoneziji). Roman je napisao na osnovu vlastitih iskustava koje je stekao dok je radio kao službenik u Nizozemskoj istočnoj Indiji.
U lipnju 2002. Društvo nizozemske književnosti (Maatschappij der Nederlandse Letterkunde) proglasilo je Multatulijev roman Max Havelaar najvažnijim djelom napisanim na nizozemskom jeziku, a njega najvažnijim nizozemskim književnikom. Multatuli se 2004. godine našao na 34. mjestu na listi "Najvećih Nizozemaca".

## Vanjske poveznice
- Multatulijev muzej  Arhivirana inačica izvorne stranice od 17. ožujka 2011. (Wayback Machine) (engl.)(nizoz.)

### Ostali projekti
|  | Zajednički poslužitelj ima još gradiva o temi Eduard Douwes Dekker |